# Дік Торнбург
Річард Льюіс «Дік» Торнбург (англ. Richard Lewis «Dick» Thornburgh; нар. 16 липня 1932, Піттсбург, Пенсільванія — 31 грудня 2020) — американський юрист і політик-республіканець.

## Життєпис
Торнбург навчався e Єльському університеті та Школі права Університету Піттсбурга.
Він був одружений з Джині Хутон, у них було троє дітей. Джині Хутон Торнбург загинула в автомобільній аварії, в якій постраждали троє дітей пари. Син Пітер отримав сильне пошкодження мозку.
Торнбург пізніше одружився з Джині Джадсон, прийняв трьох її дітей від першого шлюбу. Вона народила також від Торнбурга четверту дитину. Джині Джадсон Торнбург стала захисником прав інвалідів у рамках Національної організації у справах інвалідів. Дружина Торнбурга стала впливовим прихильником прийняття американського Закону про інвалідів, який вступили у силу у той час, коли Дік Торнбург був генеральний прокурор.
Торнбург був губернатором штату Пенсільванія з 1979 по 1987 роки. Під час його першого року як губернатора, у Пенсільванії сталася аварія на АЕС Трі-Майл-Айленд. Торнбург вів моніторинг надзвичайних заходів у кризовій ситуації.
Працював генеральним прокурором США з 1988 по 1991.
У 1991 році в авіакатастрофі помер колега по партії Торнбурга, сенатор Джон Гайнц. Торнбург залишив посаду генпрокурора і балотувався до Сенату США на додаткових виборах, але програв демократу Гаррісу Воффорду.
Торнбург працював заступником генерального секретаря ООН з 1992 по 1993 роки.